# Institut d'études spatiales de Catalogne
L'Institut d'études spatiales de Catalogne (en catalan Institut d'Estudis Espacials de Catalunya, IEEC) a été créé en février 1996 pour promouvoir la recherche et le développement dans le domaine spatial en Catalogne. L’institut est une fondation privée à but non lucratif avec un conseil d’administration formé de la Généralité de Catalogne, de l’Université de Barcelone (UB), de l'Université autonome de Barcelone (UAB), de l'Université polytechnique de Catalogne (UPC) et du Conseil supérieur de la recherche scientifique (CSIC).

## Unités de recherche
La CEIE est composée de quatre unités de recherche, qui constituent le cœur de l’activité de R & D. Chacune de ces unités a été créée et régie par les règlements des établissements d’enseignement respectifs présents au conseil des fiduciaires.
Ces unités sont :
- Astrophysique et sciences spatiales (Astrofísica i Ciències de l’Espai, ACE-ICC-UB)[2]
- Centre d'études et de recherche spatiales (Centre d’Estudis i Recerca Espacials, CERES-UAB)
- Centre de recherche aéronautique et spatiale (Centre de Recerca Aeronàutica i de l’Espai, CRAE-UPC)
- l'Institut des sciences spatiales (Institut de Ciències de l’Espai, ICE-CSIC)[3]

## Directeurs
Jordi Isern, spécialiste de l'évolution stellaire, a dirigé l'Institut d'études spatiales de Catalogne depuis sa fondation en 1996 jusqu'à 2015. D'octobre 2015 à 2017, le directeur était Jordi Torra Roca, chercheur et professeur d'astronomie et d'astrophysique à l'Université de Barcelone (UB). Depuis le 30 juin 2017, Ignasi Ribas est le nouveau directeur de l'IEEC, après avoir été nommé par son conseil d'administration en remplacement de Jordi Torra.